# Anumeta henkei
Anumeta henkei är en fjärilsart som beskrevs av Otto Staudinger 1877. Anumeta henkei ingår i släktet Anumeta och familjen nattflyn. Inga underarter finns listade i Catalogue of Life.